# ピン・ペアト
ピン・ペアトは、カンボジアの昔の宮廷や寺において、祝賀演奏の際に用いられたクメール音楽のアンサンブルである。それは、主に木管楽器と、何種類かの木琴と太鼓を含む打楽器のおよそ9から10種類の楽器から成り、宮廷舞踊、仮面劇、影絵芝居と宗教儀式に伴われる。
それはカンボジアの最古の音楽アンサンブルであり、アンコール王朝時代と密接に関係している。実際ピン・ペアトの歴史、例えば神聖なダンサーが持つ楽器の korng と呼ばるゴングと chhing と呼ばれる小さなシンバルは、アンコール・ワットの壁に彫刻が施されている。その両方は、何世紀もの間ピン・ペアトにとって必須のものだった。